# نافارد لصناعة الألمنيوم
مجموعة نافارد لصناعة الألمنيوم هي شركة ألمنيوم إيرانية تقع في أراك. تقوم المجموعة بتصدير الألمنيوم غير السبائكي بشكل رئيسي إلى كندا وألمانيا واليابان والعراق وقطر وتركيا والإمارات العربية المتحدة.

## معلومات
تأسست في عام 1972. الشركة تغطي مساحة 220،000 متر مربع. توفر الشركة إنتاج منتجات الألمنيوم نصف المصنعة والنهائية الصنع . تبيع منتجاتها محليًا ودوليًا إلى دول ألمانيا وقطر والإمارات العربية المتحدة وتركيا وكندا والعراق. 

## منتجات
تشمل المنتجات التي تنتجها الشركة ما يلي:
- لفائف المدرفلة على الساخن
- لوحات
- لفائف المدرفلة على البارد
- شرائط مسطحة
- فقي المداس
- صفائح منقوشة
- أنابيب الري
- صفائح شبه منحرف
- صفائح المموج الجيبية [2]
- اللوحة المركبة (ألوكونام)
- يرتدون (صفيحة لحام ألمنيوم)

## روابط خارجية
- نافارد لصناعة الألمنيوم. مجموعة